# 裏野佐弥佳
裏野 佐弥佳（うらの さやか、1986年5月29日 - ）は、オフィスキイワード（大阪）に所属する日本のフリーアナウンサー。元奈良テレビ放送アナウンサー。地元の関西地方を拠点に活動している。

## 来歴・人物
奈良県出身。帝塚山高等学校を経て、早稲田大学商学部卒業。趣味はテニス、旅行、スポーツ観戦、おトクな買物、テレビ・映画鑑賞、カラオケ。

### 奈良テレビアナウンサー時代
2009年、奈良テレビ放送に入社。入社当初は報道制作局報道制作部の記者の業務を中心に担当していた。2010年4月からアナウンサーとなり、報道制作局報道制作部とアナウンス室に所属していた。
普段はディレクター業務とアナウンサー業務を兼ねて仕事をしていた。スポットニュースや情報番組のナレーションの他に、バラエティー色の強いコーナーのリポーターなどもこなしており、マルチな一面をテレビから見ることができる。
2018年3月31日に奈良テレビ放送を退社。

### フリーアナウンサー時代
2018年4月1日より、オフィスキイーワードに所属しフリーアナウンサーとして活躍中。フリーアナウンサーになってからは、裏野 さやかの名義で活動している。

## 担当番組

### 現在
- ほんまもん!原田年晴です（ラジオ大阪、2018年4月 - ） - 木曜アシスタント

### 過去

#### 奈良テレビアナウンサー時代
- 笑売繁盛!ならCoCo（2012年4月 - 2016年3月） - アシスタント
- ドラマティックナイン（2012年 - 2015年） - 司会
- 奈良マラソン中継(第1部)（2011年 - 2014年） - リポーター
- 幸福の1枚 - ナレーター
- ゆうドキッ!
  - 隔週月曜日 アシスタント（2012年4月9日 - 2014年3月24日）[2]
  - 隔週木曜日 アシスタント（2014年4月10日 - 2015年3月19日）[3]
  - 木曜日 アシスタント（2015年4月2日 - 2017年3月30日）
  - 木曜日 メインMC（2017年4月6日 - 2018年3月29日）
- TVNニュース
- ならフライデー9 - ナレーター